# Benjamin l'éléphant
Benjamin l'éléphant (Benjamin Blümchen en version originale allemande) est un personnage de fiction. Il est tout d'abord apparu comme personnage de théâtre radiophonique. La licence appartient à Kiddinx. L'univers de Benjamin se déroule dans celui de Bibi Blocksberg avec les mêmes personnages tels que Carla Caramba la journaliste et le maire de Novaville mais sans Bibi et les sorcières.

## Dessin animé
L'adaptation animée Benjamin l'éléphant sort en 1988.

## Jeux vidéo
- 2001 : Benjamin Blümchen: Ein verrückter Tag im Zoo sur Game Boy Color
- 2009 : Benjamin Blümchen: Ein Tag im Zoo sur Nintendo DS[1]